# Кауэлл, Бобби
Роберт «Бобби» Кауэлл (англ. Robert "Bobby" Cowell; 5 декабря 1922 — 11 января 1996) — английский футболист, выступавший на позиции защитника (фулбэка) и проведший всю свою карьеру за «Ньюкасл Юнайтед». Трижды обладатель Кубка Англии.

## Биография
Родился 5 декабря 1922 года в Тримдоне. Работал шахтёром на угольной шахте Блэкхолл и играл за любительскую шахтёрскую команду «Блэкхолл Коллайри Уэлфэр». С октября 1943 года числился в составе «Ньюкасла», игравшего только товарищеские матчи в военное время. На позиции правого защитника он сыграл 81 матч за «Ньюкасл» в межвоенные годы. 1 февраля 1947 года состоялся его дебют в Футбольной лиге против «Барнсли», а всего Калуэлл сыграл в том сезоне 13 встреч. В сезоне 1947/1948 он сыграл 19 матчей, а клуб вышел в Первый дивизион футбольной лиги. В сезоне 1948/1949 он стал основным правым защитником команды.
В 1950-е годы Бобби Кауэлл, Бобби Митчелл и Джеки Милберн принесли команде все три победы в Кубке Англии: первый трофей Кауэлл завоевал в 1951 году (победа над «Блэкпулом» 2:0), второй — через год (победа над «Арсеналом» 1:0), третий — в 1955 году (победа над «Манчестер Сити» 3:1)
Всего за свою карьеру он сыграл 330 матчей за «Ньюкасл Юнайтед», завершив карьеру в 1955 году в связи с серьёзной травмой колена, полученной во время предсезонных сборов в Германии. При этом в сборную Англии он не вызывался ни разу: по словам Джеки Милберна, Бобби Кауэлл стал лучшим фулбэком Футбольной лиги, который при этом ни разу не играл за национальную сборную.
Скончался 11 января 1996 года в Ньюкасл-апон-Тайне.

## Статистика
Приведена в соответствии с данными сайта toon1892.com.
| Клуб            | Сезон     | Лига | Лига | Кубок | Кубок | Прочие | Прочие | Итого | Итого |
| Клуб            | Сезон     | Игры | Голы | Игры  | Голы  | Игры   | Голы   | Игры  | Голы  |
| --------------- | --------- | ---- | ---- | ----- | ----- | ------ | ------ | ----- | ----- |
| Ньюкасл Юнайтед | 1945/1946 | –    | –    | 2     | 0     | 0      | 0      | 2     | 0     |
| Ньюкасл Юнайтед | 1946/1947 | 13   | 0    | 4     | 0     | 0      | 0      | 17    | 0     |
| Ньюкасл Юнайтед | 1947/1948 | 19   | 0    | 0     | 0     | 0      | 0      | 19    | 0     |
| Ньюкасл Юнайтед | 1948/1949 | 38   | 0    | 1     | 0     | 0      | 0      | 39    | 0     |
| Ньюкасл Юнайтед | 1949/1950 | 20   | 0    | 0     | 0     | 0      | 0      | 20    | 0     |
| Ньюкасл Юнайтед | 1950/1951 | 42   | 0    | 8     | 0     | 0      | 0      | 50    | 0     |
| Ньюкасл Юнайтед | 1951/1952 | 40   | 0    | 7     | 0     | 0      | 0      | 47    | 0     |
| Ньюкасл Юнайтед | 1952/1953 | 36   | 0    | 2     | 0     | 1      | 0      | 39    | 0     |
| Ньюкасл Юнайтед | 1953/1954 | 41   | 0    | 4     | 0     | 2      | 0      | 47    | 0     |
| Ньюкасл Юнайтед | 1954/1955 | 40   | 0    | 10    | 0     | 0      | 0      | 50    | 0     |
| Итого           | Итого     | 289  | 0    | 38    | 0     | 3      | 0      | 330   | 0     |

## Достижения
- Обладатель Кубка Англии: 1950/1951, 1951/1952, 1954/1955